# Maués
Maués és un municipi brasiler de l'estat de l'Amazones. Pertany a la mesoregió del centre amazonense, estant a l'est de la regió i a 356 quilòmetres per via fluvial de la capital. La seva població és de 65 040 habitants, sent la setena població més gran de l'Estat. (IBGE 2020). Possueix una superfície de 39,988.394 km².
El nom de la ciutat s'origina en llengua Tupí, que significa intel·ligent, o també significa Lloro Parlant per els locals.

## Història
La localitat, en el segle XVII estava ocupada per dues tribus indígenes Munduruku i Mawé, que vivien en conflicte a causa de les diferències culturals i la propietat de la terra, coneguda com a Mundurucânia. La localitat fou fundada en 1798 per Luiz Pereira da Cruz e José Rodrigues Preto amb el nóm de Lúsea, en 1833, fou es va promoure el poble amb el nom de Nostra Senyora de la Concepció. En 1853, fou convertida en ciutat, llamada São Marcos de Mundurucânia. i en 1896, és considerat com un municipi amb el nom de Maués.